# 1994年のワールドシリーズ
1994年のワールドシリーズ（1994ねんのワールドシリーズ）では、1994年に行われるはずだったメジャーリーグのワールドシリーズについて記述する。

## 概要
オーナーがチームの総年俸に上限を定める「サラリーキャップ制度」を導入しようとしたものの、MLB選手会側がこれに反発し1994年8月12日から長期ストライキを行った。ストライキは翌年のシーズン直前の1995年4月2日までに及び、この年は残りの公式戦やプレーオフはもちろん、第一次世界大戦・第二次世界大戦中も中止にならなかったワールドシリーズも中止となった。ワールドシリーズの中止は1904年以来90年ぶりで2回目である（この年はナショナルリーグ覇者のニューヨーク・ジャイアンツが対戦を拒否）。
なお、この年から東中西3地区制が導入され、各地区の優勝チームに加え、各地区の2位チームの中で一番勝率が高かったチームをワイルドカードとして加え、各リーグ4チームによってプレーオフを行うシステムが導入される予定であったが、ストライキによってプレーオフそのものが立ち消えてしまったため、このシステムが行使されるのは翌年の1995年に持ち越しとなった。